# Cornu (muziekinstrument)

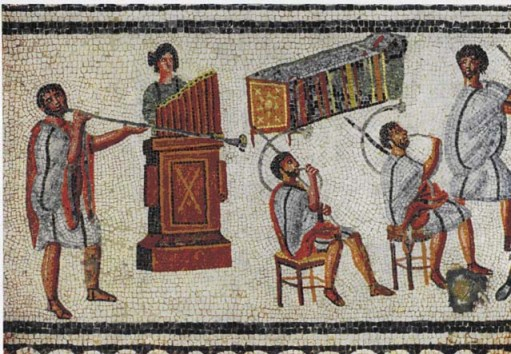
Zliten mozaiek met cornu-spelers op de stoelen

Een cornu of cornum (Latijn: cornū, cornūs of cornum, "hoorn", meervoud cornua, soms misleidend vertaald als "cornet") was een oud Romeins koperen blaasinstrument van ongeveer drie meter lang in de vorm van een letter 'G '. Het instrument werd verstevigd door middel van een dwarsbalk die ook gebruikt werd om de cornu op de schouder van de speler te laten rusten.  
Er zijn een aantal exemplaren gevonden bij archeologische opgravingen, twee daarvan in de ruïnes van Pompeï. De cornu kan moeilijk te onderscheiden zijn van de buccina. 
De cornu werd door het Romeinse leger gebruikt voor het doorgeven van orders aan troepen in de strijd. De bespelers werden cornicen genoemd. Volgens bewaard gebleven Romeinse kunst, zoals het Zliten-mozaïek, was de cornu ook een van de instrumenten die spelen (ludi) of gladiatorengevechten in de arena begeleidden. 